# Groupe de NGC 1309
Le groupe de NGC 1309 est un trio de galaxies situées dans la constellation de l'Éridan. La distance moyenne entre ce groupe et la Voie lactée est d'environ 27,4 Mpc (∼89,4 millions d'al). 

## Membres
Le tableau ci-dessous liste les troits galaxies du trio indiquées dans l'article de A.M. Garcia paru en 1993. 
| Nom         | Class.   | Type                        | α (J2000.0)   | δ (J2000.0)  | Vitesse radiale (km/s) | m       | Distance (Mpc) | Diamètre (kal) |
| ----------- | -------- | --------------------------- | ------------- | ------------ | ---------------------- | ------- | -------------- | -------------- |
| NGC 1309    | SA(s)bc? | Spirale                     | 03h 22m 06.5s | -15° 24′ 00″ | 2136 ± 4               | 11,5    | 29,3 ± 2,1     | 67             |
| MCG -3-9-27 | SB(s)m   | Spirale barrée magellanique | 03h 21m 51.7s | -15° 42′ 37″ | 2006 ± 7               | 14,9075 | 27,3 ± 1,9     | 47             |
| MCG -3-9-41 | Sd       | Spirale                     | 03h 25m 24.9s | -16° 14′ 05″ | 1873 ± 1               | 14,0139 | 25,5 ± 1,8     | 72             |

Le site DeepskyLog permet de trouver aisément les constellations des galaxies mentionnées dans ce tableau ou si elles ne s'y trouvent pas, l'outil du site constellation permet de le faire à l'aide des coordonnées de la galaxie. Sauf indication contraire, les données proviennent du site NASA/IPAC.